# Rychlé šípy

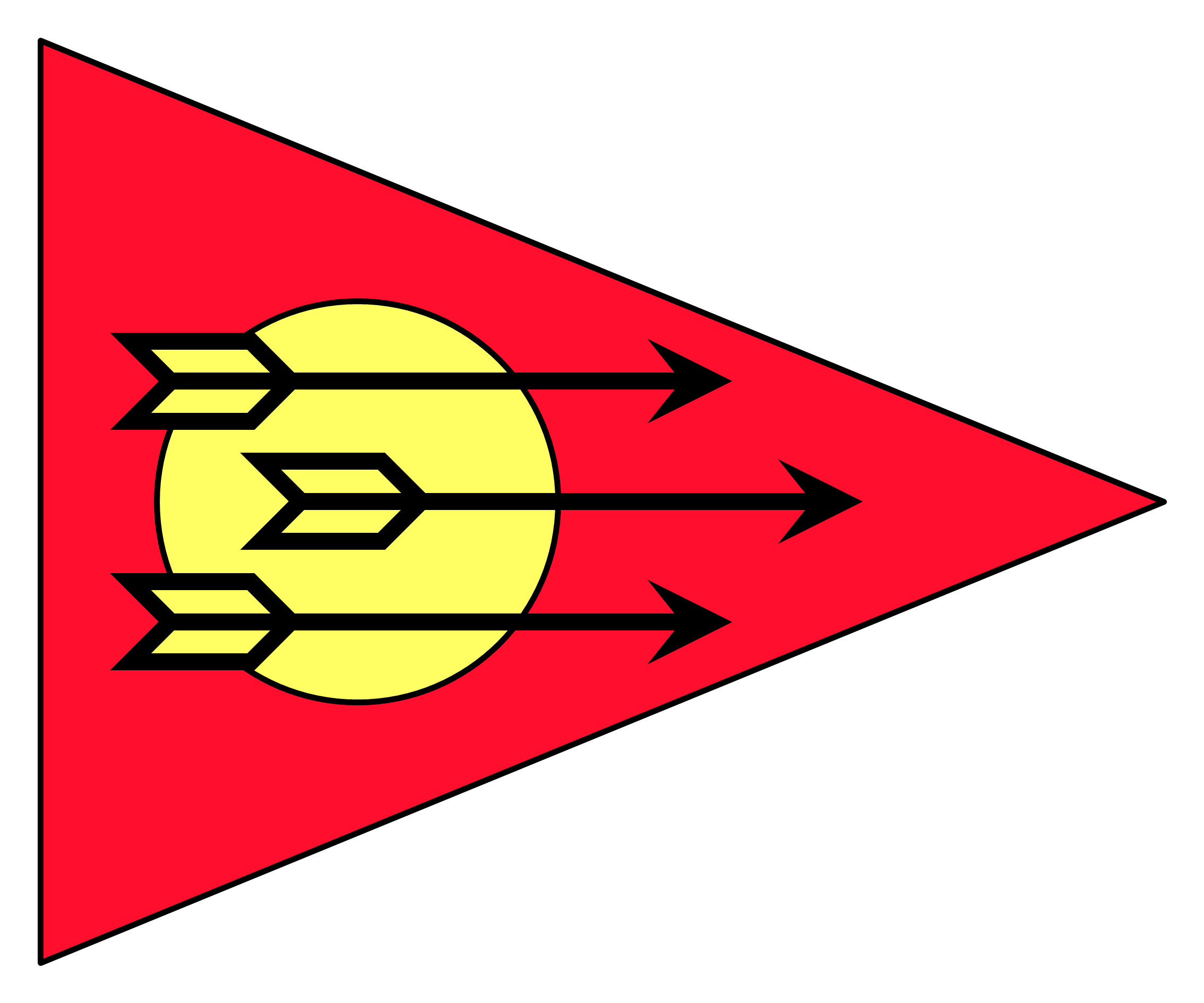
Vlajka Rychlých Šípů získaná v závodech během formování klubu.

Rychlé šípy (zkratka RŠ) je název fiktivní chlapecké pětice z knih a komiksů spisovatele Jaroslava Foglara, vytvořené jako alternativa ke skautingu.
Komiksové příběhy Rychlých šípů začaly vycházet 17. prosince 1938 jednou týdně na zadní straně časopisu Mladý hlasatel a byly vyvrcholením snah Jaroslava Foglara o zavedení výchovných čtenářských klubů mezi mládeží. Příběhy Rychlých šípů považoval Foglar za své největší životní dílo, zatímco od skautingu si postupně držel stále větší odstup. V dobách, kdy Rychlé šípy z různých důvodů nemohly vycházet, využíval Foglar ke stejným účelům rozhlasový pořad Klub zvídavých dětí (1941–1943) nebo komiksy Svorní gambusíni a Kulišáci.

## Postavy
Členy klubu Rychlé šípy byli Mirek Dušín, Jarka Metelka, Jindra Hojer, Rychlonožka a Červenáček; jejich klubovním psem byl Bublina a po něm Kuliferda. Jméno Mirka Dušína se stalo synonymem bezchybného kladného hrdiny. Antagonistou RŠ byla v prvopočátku banda zvaná Černí jezdci. Její členové se však posléze stali registrovaným klubem Mladého hlasatele, polepšili se a zmizeli ze scény (částečně na naléhání druhorepublikové policie). Po krátké pauze, kdy Rychlé šípy neměly v seriálu soustavný protiklad, vznikla vůči nim opozice v podobě Bratrstva Kočičí pracky: Dlouhé Bidlo, Štětináč a Bohouš.

## Pozadí vzniku
Záměrem spisovatele Jaroslava Foglara bylo vytvořit vzdělávací, poučný, ale přitom vtipný a poutavý obrázkový seriál, který by zvedl náklad časopisu Mladý hlasatel a zároveň by mu usnadnil vzdělávání čtenářských klubů. Jejich počet totiž narůstal a podrobná korespondenční agenda byla neúnosná. Seriál začal vycházet na konci roku 1938 a rychle si získal popularitu. Přitom původně se s větším počtem dílů nepočítalo. Seriál se navíc původně jmenoval Černí jezdci (resp. jednotlivé díly byly nazvané po nich).
Jaroslav Foglar po celý život odmítal prozradit, zda Rychlé šípy ve skutečnosti existovaly či nikoli. Uměle také podobné otázky přiživoval, aby zájem o své dílo udržel stále živý. Několikrát se o původu Rychlých šípů dopustil mystifikací hraničících se lží. Přesto však postupně vědomě či nevědomě odhalil několik indicií o původu svého legendárního klubu. Bezděčně například prozradil, že Rychlé šípy žily v Praze. Jak vše přehledně zdokumentoval Miloš Dvorský ve své knize Mýtus zvaný Stínadla, těžiště Foglarovy inspirace bylo v jeho vlastním dětství. Částečně se inspiroval také příhodami ve svém oddíle, dílem běžnými novinovými články. Stěžejní však byla Foglarova jedinečná fabulace. Jeden ze členů, Jindra Hojer, se jmenuje podle skutečného člena Foglarova oddílu, jehož rodiče Foglar požádal o svolení pro užití jeho jména. Ti se jen zajímali (a Foglar to přislíbil i samotnému Jindrovi), zda Foglarem zamýšlená postava bude čestná.

## Charakteristika díla

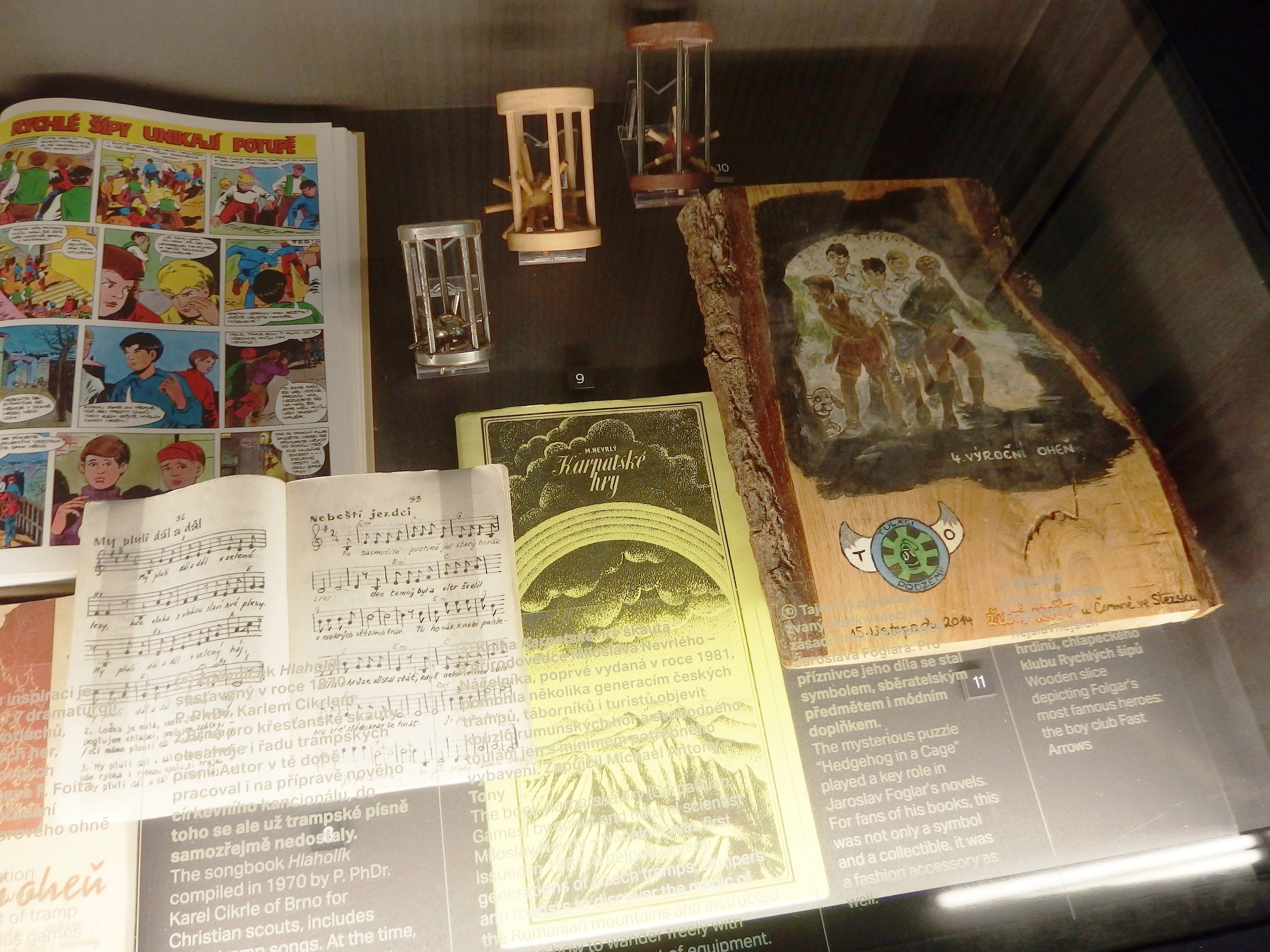
Komiks Rychlé šípy (vlevo nahoře)

Klub Rychlých šípů nikdy nebyl začleněn do žádné formální organizace mládeže. Mylně je tedy někdy tato pětice považována za skauty, jimiž nikdy nebyli a nejsou. Na rozdíl od jiných bývalých sokolských a junáckých oddílů se nestali ani součástí protektorátního Kuratoria pro výchovu mládeže. Po válce se téměř stali členy Československého svazu mládeže, i toho však nakonec byli uchráněni. Nikdy ani nebyli členy pionýrské organizace, byť jejich tvůrce přes jisté výhrady byl ochoten s Pionýrem spolupracovat.
Komiksové příběhy Rychlých šípů mají silně výchovný charakter, mnohé díly končí pregnantně vyjádřenou radou nebo poučením (např. „nikdy nepijte na ovoce“, „nekuř, cvič a zakrátko budeš zase chlapík“). Nabádají k čestnému a řádnému chování, pomáhání slabým a nemohoucím či vystupování proti bezpráví, dále vedou k zdravému životnímu stylu (sportování, nekouření) a ke klubové činnosti po jejich vzoru. Patrná je i výchova k úctě a důvěře k zákonům a ke státním autoritám (policie, úřady). Rychlé šípy často varují své okolí před nebezpečným chováním, nejsou vyslyšeny a příběh pak končí tragicky, těžkým zraněním nebo i smrtí. Výjimečně se něco přihodí i jim samotným, např. Mirek je zraněn, když se snaží zabránit neznámému chlapci v rozbíjení dynamitové patrony, která vybuchne a chlapce zabije.
Druhou skupinou jsou příběhy čistě komické, v nichž se Rychlým šípům (všem nebo někomu z nich) dějí zábavné trampoty. Na rozdíl od vážněji míněných dobrodružství, při nichž Rychlé šípy často soupeří s jinou skupinou a vesměs vítězí, humorně laděné historky mohou skončit i jejich neúspěchem (např. jízda na pětikole, lovení pašíka na dvoře, tříkrálová návštěva cukrárny). Zvláštní prostor v komiksech dostává Rychlonožka – několik dílů tvoří jeho bizarní noční sny nebo jsou zobrazeny jeho rodinné patálie.
Knižní příhody Rychlých šípů (stínadelská trilogie) jsou více zaměřeny na dobrodružné zápletky; výchovné aspekty a humor se objevují jen málo.

## Citát
Počkejte na mě, mé Rychlé šípy! Vydáme se spolu znovu někam dolů, do těch tmavých uliček, zákoutí, průchodů a plácků, tak jako jsme se tolikrát v dávných dobách vydávali – snad tam někde zažijeme ještě nějaká Velká Dobrodružství! Vy i já při nich omládneme – a noví a noví chlapci a děvčata při jejich četbě budou v duchu s námi, tak jako tenkrát, tak jako tenkrát... 
Jaroslav Foglar

## Kontroverze
Ačkoli jsou Rychlé šípy a zvláště jejich vedoucí Mirek Dušín všeobecně prezentováni jako prototypy dokonalé ušlechtilosti, při pečlivém čtení jejich příběhů lze narazit na ojedinělé situace, kdy se Mirek nebo jiní chlapci z klubu zachovají nečestně nebo přestoupí zákon.
Kresby a příběhy Rychlých šípů se opakovaně dostaly do kontroverzních situací ovlivněných dobovou politikou. Po vzniku protektorátu se z Mirka Dušína a dalších postav seriálu stali v Mladém hlasateli průvodci lekcemi německého jazyka. Po válce, když seriálu hrozil zánik v důsledku nastupující komunistické ideologie, pokusil se ho Foglar (neúspěšně) zachránit tím, že členy klubu vyslal na stavbu mládeže.

## Komiksové příhody
Rychlé šípy původně vycházely jako komiks od roku 1938 do roku 1989, s vynucenými přestávkami v období nacismu a komunismu. Autorem námětu a scénáře byl vždy Jaroslav Foglar, kreslířem prvního období (do roku 1948) byl Jan Fischer a druhého období (od konce 60. let) Marko Čermák. Některé díly v roce 1941 nakreslili Bohumír Čermák a Václav Junek.
První série vycházela v časopisech Mladý Hlasatel a Vpřed, na přelomu 60. a 70. let i v různých sešitových vydáních. Souborné knižní vydání seriálu vyšlo roku 1998 v nakladatelství Olympia.

## Knižní příhody
Rychlé šípy jsou hlavními postavami knižní trilogie Dobrodružství v temných uličkách: Záhada hlavolamu (1941), Stínadla se bouří (1947) a Tajemství Velkého Vonta (1986 české vydání v Německu, v ČR až 1990). Záhada hlavolamu byla zfilmována v roce 1993 (režie: Petr Kotek) a stala se také námětem TV seriálu z roku 1969 (režie Hynek Bočan). Známými rekvizitami z ní jsou záhadný hlavolam ježek v kleci, Tleskačovo létající kolo, tajemný Em, temné uličky Stínadel a bezeslovná píseň Vontů. Knihy Záhada hlavolamu, Stínadla se bouří i Tajemství Velkého Vonta vyšly později jako obrázkový komiks.

## Deskové hry
Ve společné krabici vyšly dvě hry na motivy Rychlých šípů: Rychlé šípy – Záhada hlavolamu a Lov Bobříka síly.

## Rekapitulace vydání Rychlých šípů

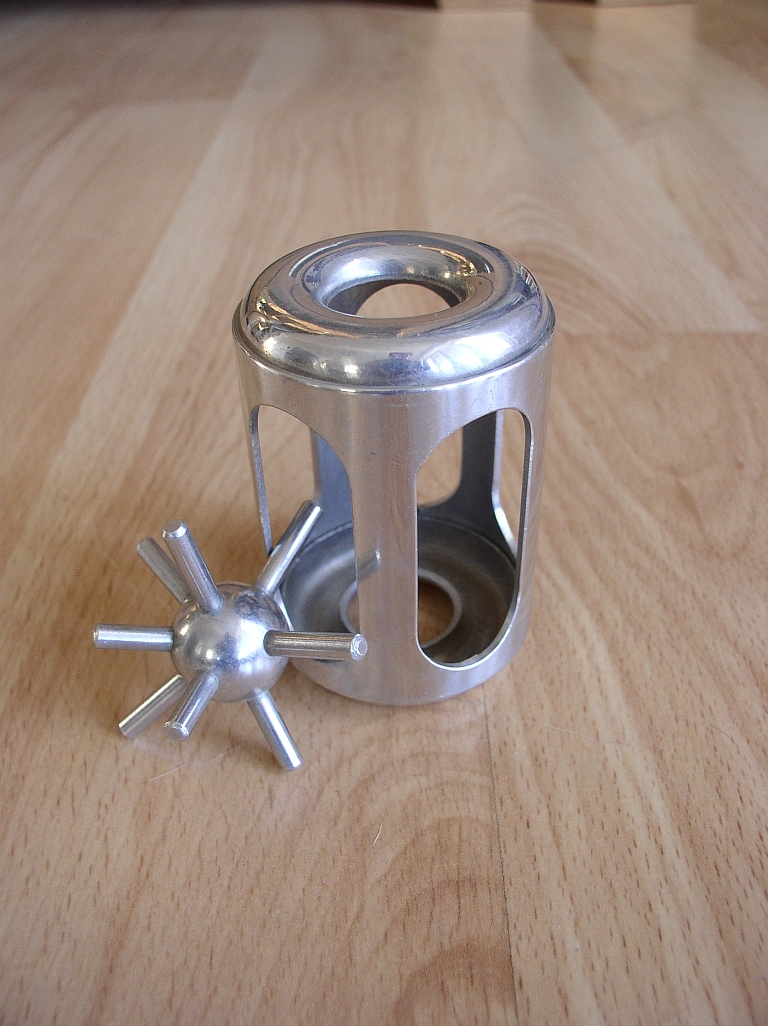
Ježek v kleci (momentálně mimo klec).

Samostatný obrázkový seriál (komiks) Rychlé šípy má celkem 317 stran, které vycházely takto:
- 1938–1941 Mladý hlasatel, 113 pokračování
- 1940 Melantrich vydal souborný sešit "Rychlé šípy a jejich 65 úžasných dobrodružství"
- 1946 Junák, 4 pokračování
- 1946–1948 Vpřed, 103 pokračování
- 1966–1967 Ostravský kulturní zpravodaj, 24 příběhů[12]
- 1968 Skaut – Junák, 3 příběhy
- 1967–1971 časopis Rychlé šípy (vydával OKZ PULS, Ostrava), 3 ročníky (295 příběhů, z toho 87 poprvé)[13][14][15]
- 1969–1971 Mladá fronta (souborné vydání ve třech dílech, celkem 288 příběhů)
- 1982 OBRYS/Kontur, Mnichov, 47 pokračování
- 1986 publikace Jaroslav Hanzel: Píseň úplňku, 7 pokračování
- 1988 Sokol Silůvky, 41 pokračování
- 1988–1991 Puls (vyd. MNV, Hradec Králové), 17 pokračování
- 1989 noviny Mladá fronta, 1 pokračování
- 1990–1994 Květy, 261 pokračování
- 1990–1991 Nakladatelství Olympia, 288 pokračování
- 1990–1991 Mladý hlasatel, 23 pokračování
- 1991–Hlasatel, 7 pokračování
- 1997 – vyd. Ostrov Praha, 65 pokračování
- 1998, 1999, 2004 – Nakladatelství Olympia, 315 pokračování
- 2009 – publikace První sborník nezávislých foglarovců, 1 pokračování (nový příběh nakreslený Marko Čermákem dle námětu J. Foglara uloženého v Památníku národního písemnictví)
- 2021 – Nakladatelství Albatros, první kompletní vydání Rychlých šípů J. Foglara, kreslených Janem Fischerem
- 2022 – Nakladatelství Albatros, první kompletní vydání Rychlých šípů J. Foglara, kreslených Marko Čermákem a dalšími autory (Bohumír Čermák, Václav Junek, Jiří Grus)

Kromě výše uvedených vyšlo několik pokračování po roce 1989 např. v TJ Aster/Hucul klub Praha, v Blok Brno, v časopisech Zvonky (Brno) a Magazínu Kometa (Praha).

## Foglarovi pokračovatelé
Ještě za Foglarova života, a tím více po jeho smrti, se našli jiní autoři, kteří v příbězích slavného klubu pokračovali. Některé si získaly i jistou popularitu, Foglar k nim ale souhlas nikdy nedal.
Vedle toho, že někteří autoři se více či méně zdařile snažili navázat na trilogii Foglarových příběhů ze Stínadel, samostatnou kapitolou jsou díla inspirující se kreslenými příběhy Rychlých šípů. Díky jejich všeobecné známosti existuje těchto výtvorů široká škála, od seriózně míněných pokračování držících se Foglarova stylu, přes více či méně uctivé parodie (např. „Rychlé pípy“ od Michala Hrdého), až po vyslovené blasfemie plné vulgárních témat a výrazů. Tato nejbrutálnější parodická díla vznikají často pouhou změnou dialogů v ponechané původní kresbě, zatímco serióznější pokračování jsou tvořena zcela nově, včetně kresby.
Foglar, který byl obecně na svá autorská práva velice háklivý, se vesměs stavěl rozpačitě i k uctivým epigonům, o jakémkoli znevažování nemluvě.
Motivy z Rychlých šípů často používá ve své tvorbě například kreslíř Pavel Čech.